# オレンジチョコレート
『オレンジチョコレート』は、山田南平による日本の少女漫画。『別冊花とゆめ』（白泉社）で2008年2月号から2014年1月号まで連載。

## あらすじ
呼水千尋と姫野律は幼馴染み。千尋は小さい頃から律に憧れており、そして律もまた自由な千尋を羨んでいた。ある日、千尋が「りっちゃんになりたい」と願うと、2人の中身が入れ替わっちゃった!?　そんな2人の前に神社の神史と名乗る狐が2匹現れた。

## 登場人物

### 主人公たち
呼水 千尋（よびみず ちひろ）
不入斗学院中等部3年。15歳。通称「ちろ」
近所でも有名な美少女だが、おバカ。律を「りっちゃん」と呼ぶ。りっちゃん大好き。
姫野家に毎週月、水で日舞を習っている。うなぎが嫌い。
姫野 律（ひめの りつ）
不入斗学院高等学校1年。16歳。別名「おいらん王子」。
日舞：行谷流（なめがやりゅう）の家元に生まれ、16歳にして名取。芸能活動もしている。日舞と芸能活動の両立について、父親との間に確執がある。
甘いものが好き、にんじんが嫌い。

### 千本鳥居神社の神史
普段は白い狐の姿をしているが、人間やその他の生き物にも化けられる。ただし、毛色は変えられない。
左近（さこん）
冷静な性格。人間verでは、長髪長身の青年の姿になる。
右近（うこん）
怒りっぽい性格。千尋とよく喧嘩になる。人間verでは、でこ出し少年のような青年の姿になる。

### 主人公たちの家族
呼水 百合（よびみず ゆり）
千尋の姉。大手レコード会社の社員。24歳。律をスカウト後、そのままマネージャーを担当している。
姫野 鎮（ひめの しずか）
律の兄。不入斗学院高等学校教師。26歳。生徒会顧問。

### その他の登場人物
ハル (HAL)
HALSYONのボーカル担当。洞察力が優れている。ソロ活動のPVが律のデビューのきっかけとなった。

## 書誌情報
- 山田南平 『オレンジチョコレート』 白泉社〈花とゆめコミックス〉、全13巻
  1. 2009年6月19日発売、ISBN 978-4-592-18721-9
  2. 2009年11月19日発売、ISBN 978-4-592-18722-6
  3. 2010年3月19日発売、ISBN 978-4-592-18723-3
  4. 2010年7月16日発売、ISBN 978-4-592-18724-0
  5. 2010年12月17日発売、ISBN 978-4-592-18725-7
  6. 2011年4月19日発売、ISBN 978-4-592-18726-4
  7. 2011年10月20日発売、ISBN 978-4-592-18727-1
  8. 2012年2月20日発売、ISBN 978-4-592-19408-8
  9. 2012年6月20日発売、ISBN 978-4-592-19409-5
  10. 2012年11月20日発売、ISBN 978-4-592-19410-1
  11. 2013年4月19日発売、ISBN 978-4-592-19411-8
  12. 2013年12月20日発売、ISBN 978-4-592-19412-5
  13. 2014年3月20日発売、ISBN 978-4-592-19413-2